# GDFスエズ・オープン
GDFスエズ・オープン（Open GDF Suez）は、毎年2月にフランスパリで開催されるWTAテニストーナメントである。GDFスエズが冠スポンサーを務めている。1993年から2014年まで行われていて、2008年まではフランス・ガス・オープン（Open Gaz de France）であった。

## 大会歴代優勝者

### シングルス
| 年   | 優勝者                           | 準優勝者                   | 決勝結果         |
| ---- | -------------------------------- | -------------------------- | ---------------- |
| 1993 | マルチナ・ナブラチロワ           | モニカ・セレシュ           | 6–3, 4–6, 7–6    |
| 1994 | マルチナ・ナブラチロワ           | ジュリー・アラール         | 7–5, 6–3         |
| 1995 | シュテフィ・グラフ               | マリー・ピエルス           | 6–2, 6–2         |
| 1996 | ジュリー・アラール＝デキュジス   | イバ・マヨリ               | 7–5, 7–6(4)      |
| 1997 | マルチナ・ヒンギス               | アンケ・フーバー           | 6–3, 3–6, 6–3    |
| 1998 | マリー・ピエルス                 | ドミニク・ファン・ルースト | 6–3, 7–5         |
| 1999 | セリーナ・ウィリアムズ           | アメリ・モレスモ           | 6–2, 3–6, 7–6(4) |
| 2000 | ナタリー・トージア               | セリーナ・ウィリアムズ     | 7–5, 6–2         |
| 2001 | アメリ・モレスモ                 | アンケ・フーバー           | 7–6(2), 6–1      |
| 2002 | ビーナス・ウィリアムズ           | エレナ・ドキッチ           | 不戦勝           |
| 2003 | セリーナ・ウィリアムズ           | アメリ・モレスモ           | 6–3, 6–2         |
| 2004 | キム・クライシュテルス           | マリー・ピエルス           | 6–2, 6–1         |
| 2005 | ディナラ・サフィナ               | アメリ・モレスモ           | 6–4, 2–6, 6–3    |
| 2006 | アメリ・モレスモ                 | マリー・ピエルス           | 6–1, 7–6(2)      |
| 2007 | ナディア・ペトロワ               | ルーシー・サファロバ       | 4–6, 6–1, 6–4    |
| 2008 | アンナ・チャクベタゼ             | アグネシュ・サバイ         | 6–3, 2–6, 6–2    |
| 2009 | アメリ・モレスモ                 | エレーナ・デメンチェワ     | 7–6(7), 2–6, 6–4 |
| 2010 | エレーナ・デメンチェワ           | ルーシー・サファロバ       | 6–7(5), 6–1, 6–4 |
| 2011 | ペトラ・クビトバ                 | キム・クライシュテルス     | 6–4, 6–3         |
| 2012 | アンゲリク・ケルバー             | マリオン・バルトリ         | 7–6(3), 5–7, 6–3 |
| 2013 | モナ・バルテル                   | サラ・エラニ               | 7–5, 7–6(4)      |
| 2014 | アナスタシア・パブリュチェンコワ | サラ・エラニ               | 3–6, 6–2, 6–3    |

### ダブルス
| 年   | 優勝者                                                | 準優勝者                                                | 決勝結果            |
| ---- | ----------------------------------------------------- | ------------------------------------------------------- | ------------------- |
| 1993 | ヤナ・ノボトナ アンドレア・ストルナドワ               | ジョー・デュリー カトリーヌ・スイア                     | 7–6, 6–2            |
| 1994 | サビーネ・アペルマンス ローレンス・クルトワ           | マリー・ピエルス アンドレア・テメシュバリ               | 6–4, 6–4            |
| 1995 | メレディス・マグラス ラリサ・ネーランド               | マノン・ボーラグラフ レネ・スタブス                     | 6–4, 6–1            |
| 1996 | クリスティ・ボーグルト ヤナ・ノボトナ                 | ジュリー・アラール＝デキュジス ナタリー・トージア       | 6–4, 6–3            |
| 1997 | マルチナ・ヒンギス ヤナ・ノボトナ                     | アレクサンドラ・フセ リタ・グランデ                     | 6–1, 6–2            |
| 1998 | サビーネ・アペルマンス ミリアム・オレマンス           | アンナ・クルニコワ ラリサ・ネーランド                   | 1–6, 6–3, 7–6       |
| 1999 | イリナ・スピールリア カロリネ・ビス                   | エレーナ・リホフツェワ 杉山愛                           | 7–5, 3–6, 6–3       |
| 2000 | ジュリー・アラール＝デキュジス サンドリーヌ・テスチュ | エミリー・ロワ アサ・スベンソン                         | 3–6, 6–3, 6–4       |
| 2001 | イバ・マヨリ ビルジニ・ラザノ                         | キンバリー・ポー ナタリー・トージア                     | 6–3, 7–5            |
| 2002 | ナタリー・ドシー メイレン・ツー                       | エレーナ・デメンチェワ ヤネッテ・フサロバ               | 不戦勝              |
| 2003 | バルバラ・シェット パティ・シュナイダー               | マリオン・バルトリ ステファニー・コーエン＝アロロ       | 2–6, 6–2, 7–6(5)    |
| 2004 | バルバラ・シェット パティ・シュナイダー               | シルビア・ファリナ・エリア フランチェスカ・スキアボーネ | 6–3, 6–2            |
| 2005 | イベタ・ベネソバ クベタ・ペシュケ                     | アナベル・メディナ・ガリゲス ディナラ・サフィナ         | 6–2, 2–6, 6–2       |
| 2006 | エミリー・ロワ クベタ・ペシュケ                       | カーラ・ブラック レネ・スタブス                         | 7–6(5), 6–4         |
| 2007 | カーラ・ブラック リーゼル・フーバー                   | カブリエラ・ナブラチロバ ブラディミラ・ウーリロバ       | 6–2, 6–0            |
| 2008 | アリョーナ・ボンダレンコ カテリナ・ボンダレンコ       | エバ・ハルディノバ ブラディミラ・ウーリロバ             | 6–1, 6–4            |
| 2009 | カーラ・ブラック リーゼル・フーバー                   | クベタ・ペシュケ リサ・レイモンド                       | 6–4, 3–6, [10–4]    |
| 2010 | イベタ・ベネソバ バルボラ・ザフラボバ・ストリコバ     | カーラ・ブラック リーゼル・フーバー                     | 不戦勝              |
| 2011 | ベサニー・マテック＝サンズ メガン・ショーネシー       | ベラ・ドゥシェビナ エカテリーナ・マカロワ               | 6–4, 6–2            |
| 2012 | リーゼル・フーバー リサ・レイモンド                   | アンナ＝レナ・グローネフェルト ペトラ・マルティッチ     | 7–6(3), 6–1         |
| 2013 | サラ・エラニ ロベルタ・ビンチ                         | アンドレア・フラバーチコバ リーゼル・フーバー           | 6-1, 6-1            |
| 2014 | アンナ＝レナ・グローネフェルド クベタ・ペシュケ       | ティメア・バボシュ クリスティナ・ムラデノビッチ         | 6-7(7), 6-4, [10-5] |